# Yvonne Magwas
Yvonne Magwas, née le 28 novembre 1979 à Rodewisch, est une femme politique allemande, membre de l'Union chrétienne-démocrate (CDU). Elle est députée depuis 2013 et vice-présidente du Bundestag de 2021 à 2025.

## Biographie

### Formation et carrière
Diplômée de l'université technique de Chemnitz en sociologie en 2006, elle travaille comme assistante de recherche et dirige le cabinet du député Robert Hochbaum (CDU) de 2005 à 2013.

### Parcours politique
Après avoir rejoint la Junge Union en 1998 et la CDU en 2001, elle commence sa carrière politique comme conseillère municipale d'Auerbach, en Saxe, de 2003 à 2009,. Également membre du conseil d'arrondissement du Vogtland de 2003 à 2005, elle est présidente adjointe de la CDU locale depuis 2008.
Élue au Bundestag en septembre 2013 au scrutin de liste, elle est réélue quatre ans plus tard en remportant la circonscription du Vogtlandkreis avec 35,0 % des voix,. Au sein du groupe parlementaire de la CDU, elle préside le groupe des femmes depuis 2018. Lors des élections fédérales de septembre 2021, elle est reconduite pour un troisième mandat en arrivant en tête avec 27,7 % des voix dans sa circonscription. Elle est par la suite élue vice-présidente du Bundestag le 26 octobre 2021. Elle ne se représente aux élections de 2025.

### Vie privée
Magwas est en couple avec le député Marco Wanderwitz. Ils ont un fils né en 2019,. Elle est catholique.

## Prises de position
En juin 2017, elle vote avec la majorité des députés de son groupe contre l'autorisation du mariage homosexuel en Allemagne. L'année suivante, elle apporte son soutien à Annegret Kramp-Karrenbauer en vue de l'élection du successeur d'Angela Merkel à la tête de la CDU.